# 河阳之战
河阳之战是在唐安史之乱中，唐军在河阳击败史思明的燕军进攻的作战。史思明在邺城之战中大败唐军后杀安庆绪自立为燕帝，随即南下向唐朝发起进攻企图再次夺取两京。然而李光弼在收整溃军后在河阳以掎角之势抵挡住了史思明的进攻。战局开始回转为对唐军有利的态势。